# Liebfrauenkirche (Karden)

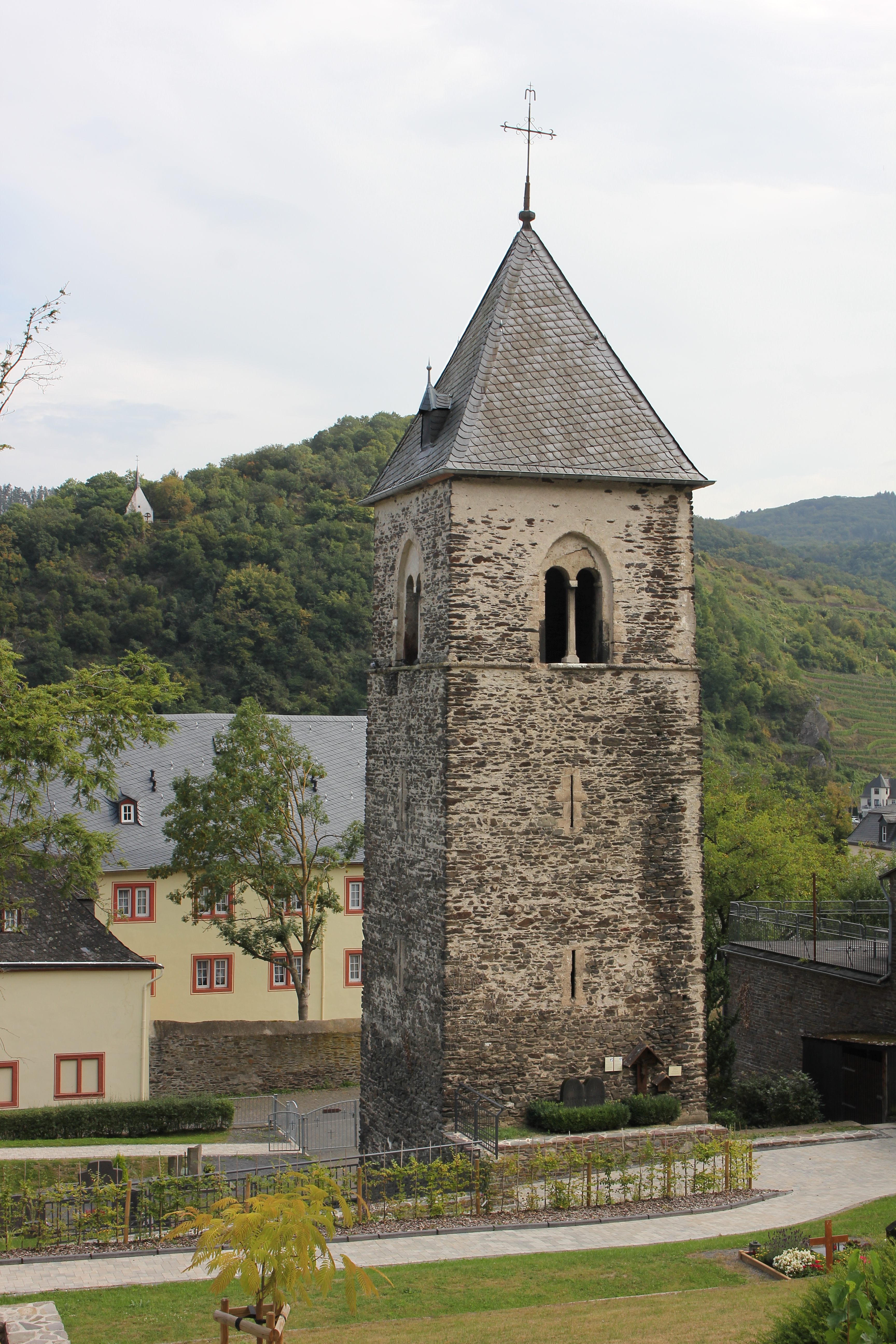
Turm der ehemaligen Pfarrkirche Karden

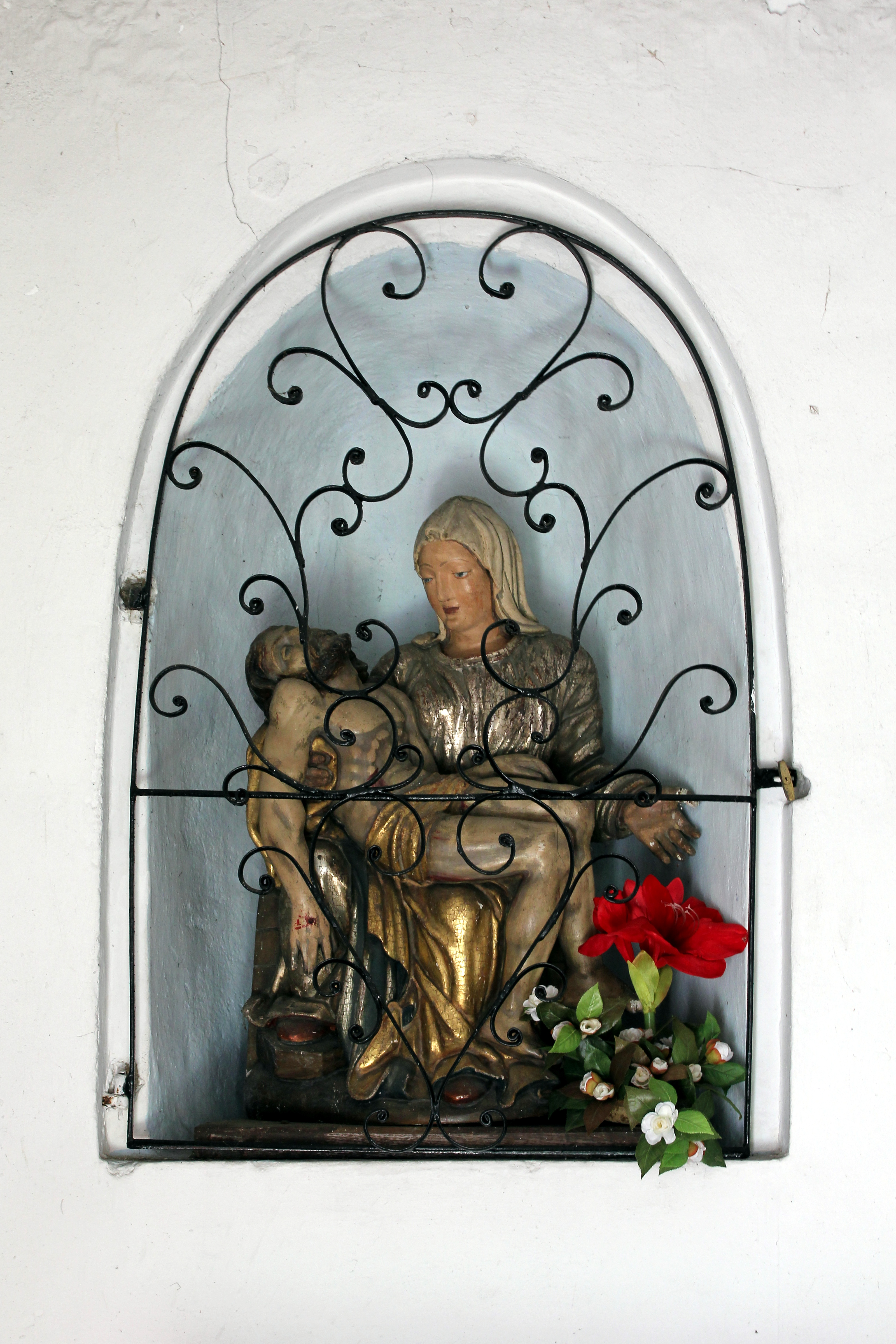
Pietà in der Gedenkstätte

Die ehemalige Liebfrauenkirche bzw. Pfarrkirche St. Maria in Karden, einem Ortsteil der Gemeinde Treis-Karden, wurde im 13. Jahrhundert erbaut und im frühen 19. Jahrhundert niedergerissen. Erhalten ist der alte Kirchturm am Eingang des heutigen Friedhofs an der Maximinstraße.

## Geschichte
Es wird angenommen, dass im 13. Jahrhundert außerhalb des Stiftsbezirks von Karden eine Pfarrkirche anstelle einer schon älteren errichtet wurde; denn für 1303 ist ein eigener Priester erwähnt und 1312 wird die Kirche genannt. Sie blieb wohl lange Zeit in gutem bis befriedigendem Zustand, bis ein Bericht von 1758 sie als baufällig bezeichnete. Laut Visitationsbericht bauten Gemeinde und Archidiakon als Vorsteher der Pfarrei ein neues Kirchenschiff und einen neuen Chor.
Die spätere Zerstörung der Kirche war eine Folge der Säkularisation nach der Französischen Revolution. Die Kardener Schulchronik berichtet darüber, dass durch den Beschluss der französischen Regierung vom Juni 1802 das Herrenstift Carden aufgehoben wurde. Die Stiftsherren mussten den Ort verlassen und das Vermögen des Stifts wurde versteigert. Die Stiftskirche galt als überflüssig und sollte auf Abbruch ebenfalls veräußert werden, die Pfarrkirche genüge für den kleinen Ort und solle bestehen bleiben.
Wie es heißt, lag den Kardener Bürgern aber mehr daran, die Stiftskirche zu erhalten. Deshalb hätten einige Männer eines
Nachts den schweren Taufstein aus der Pfarrkirche in die Stiftskirche transportiert und dort aufgestellt. Dem französischen Kommissar, der die Säkularisation zu überwachen hatte, erklärten sie, die Kirche mit dem Taufstein sei die Pfarrkirche, deren Bestand zugesichert sei. Dass sich die Rettung der Stiftskirche zu Lasten der alten Pfarrkirche tatsächlich so zutrug, wie es in Erzählungen überliefert ist, gilt jedoch als unwahrscheinlich. Denn in einem Visitationsbericht der Kardener Liebfrauenkirche von 1779 ist vermerkt, der Taufstein der Pfarrei stehe in der Stiftkirche St. Castor.

## Architektur
Anfang des 19. Jahrhunderts wurde die nach Osten ausgerichtete Pfarrkirche abgerissen; nur der Westturm des 13. Jahrhunderts blieb erhalten. Einer alten Zeichnung zufolge hatte das Kirchenschiff vier oder fünf Achsen und ein hohes Dach. Der Chorschluss war dreiseitig. An der Nordseite schloss sich die Sakristei mit einem vorgelagerten kleinen eingeschossigen Wohnbau an.
Der Turm im Stil der Romanik ist ein Bruchsteinbau mit fünf Geschossen und Zeltdach. Die unteren Geschosse haben in Tuffstein gefasste schmale Schlitzfenster. Im Glockengeschoss sind es gekoppelte Rundbogenfenster in spitzbogigen Blenden. Die ehemalige Turmhalle im unteren Geschoss ist seit 1954 Friedhofskapelle beziehungsweise Aussegnungshalle. Im ersten Obergeschoss wurde zur gleichen Zeit eine über eine Außentreppe zugängliche Gedenkstätte für die Toten des Krieges eingerichtet. In einer Nische an der Nordwand steht eine 1932 von dem in Koblenz-Moselweiß ansässigen Bildhauer Henri Helwegen nach einem alten Vorbild geschaffene 80 Zentimeter hohe Pietà.